# Chicano punk

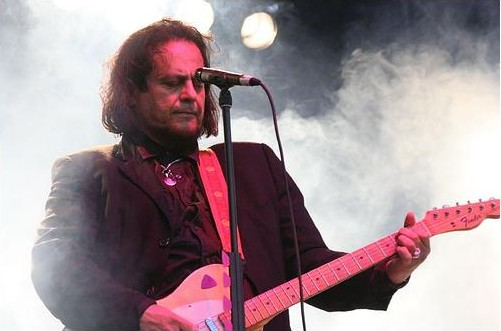
Tito Larriva, leader des Plugz en septembre 2007.

Le chicano punk est un genre musical dérivé du punk rock, apparu aux États-Unis à la fin des années 1970 à Los Angeles, et un sous-genre du chicano rock.

## Histoire

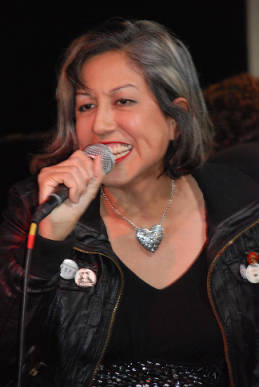
Alice Bag.

Les premiers groupes du genre sont Los Illegals, The Plugz et Cruzados (en), The Brat (en), The Gun Club, Union 13 et The Zeros, issus de la scène punk de Los Angeles. Le groupe de rock Question Mark and the Mysterians, composé de musiciens hispano-américains de Bay City et de Saginaw (Michigan), est le premier groupe à être qualifié de « punk rock ». Le terme punk rock aurait été inventé en 1971 par le critique rock Dave Marsh dans une critique de leur concert pour le magazine Creem. Parmi les groupes punk chicanos récents, citons Rayos X, Tuberculosis, Mata Mata, Mugre, Venganza et Asko du sud de la Californie, La Grita et La Plebe (en) du nord de la Californie, ainsi que Los Crudos de Chicago.
En 1992, Mia Zapata et son groupe de punk rock The Gits sortent Frenching the Bully, leur premier album, sur C/Z Records. Les membres du groupe se rencontrent et forment le groupe à Yellow Springs (Ohio), au milieu des années 1980. Leur musique devient rapidement populaire dans la région et sur le campus de l'Antioch College. Moriarty, membre du groupe, décrit le punk rock comme une combinaison d'émotions, de tempérament, de rage et de musique. Les Gits ont déménagé de l'Ohio à San Francisco et finalement à Seattle, mais pas à cause de la scène musicale en plein essor. Moriarty explique que « l'idée était d'y aller et de sortir ses tripes », de jouer sa musique et d'exprimer ses émotions. Le groupe s'est dissous après l'assassinat de Mia Zapata le 7 juillet 1993 par Jesus Mezquia. Les membres restants font équipe avec Joan Jett pour sortir l'album que la mort de Zapata avait interrompu. Les recettes de l'album, intitulé Evil Stig (soit Gits Live épelé à l'envers), servent à financer un enquêteur sur la mort de Zapata, une affaire qui avait été classée,.
De nombreuses chicanas deviennent des « Punkeras » et ont contribué aux conditions de production artistique, aux relations hommes-femmes et à l'esthétique punk qui existaient à la fin des années 1970 et dans les années 1980. La sensibilité DIY au cœur des sous-cultures musicales punk trouve une résonance dans la pratique du rasquache, une pratique culturelle chicano consistant à « se débrouiller » avec des ressources limitées. En fait, les jeunes chicanos ont toujours été à l'avant-garde de la formulation de déclarations sociales stylisées par le biais de la mode et de la sous-culture de la jeunesse, en commençant par les Pachucos et en continuant avec les Chicana Mods dans les années 1960. La critique du statu quo, de la pauvreté, de la sexualité, des inégalités de classe et de la guerre par le punk s'adressait directement aux jeunes de la classe ouvrière d'East Los Angeles.
Alice Bag est un exemple de punkera typique de la scène punk de la fin des années 1970. Née sous le nom d'Alicia Armendariz, elle se fait appeler Alice Bag (également Alice Phallus et Alice Douchbag). L'expérience chicana d'Alice Bag a influencé sa carrière musicale en projetant ses émotions implacables à travers la musique punk. Sa musique reflète une rage accumulée après qu'on s'est moqué d'elle parce qu'elle ne parlait pas correctement l'anglais et avait été témoin de violences domestiques à un jeune âge. Elle utilise son expérience douloureuse de l'enfance pour s'affirmer dans le domaine dominé par les hommes du punk rock avec son groupe féminin, The Bags. Alice et The Bags sont connues pour avoir « co-créé la première vague de punk californien aux côtés de Black Flag, X, The Germs, Phranc (alors dans Catholic Discipline), et des femmes qui se sont fait connaître sous le nom de The Go-Go's. »